# حمض البورونيك

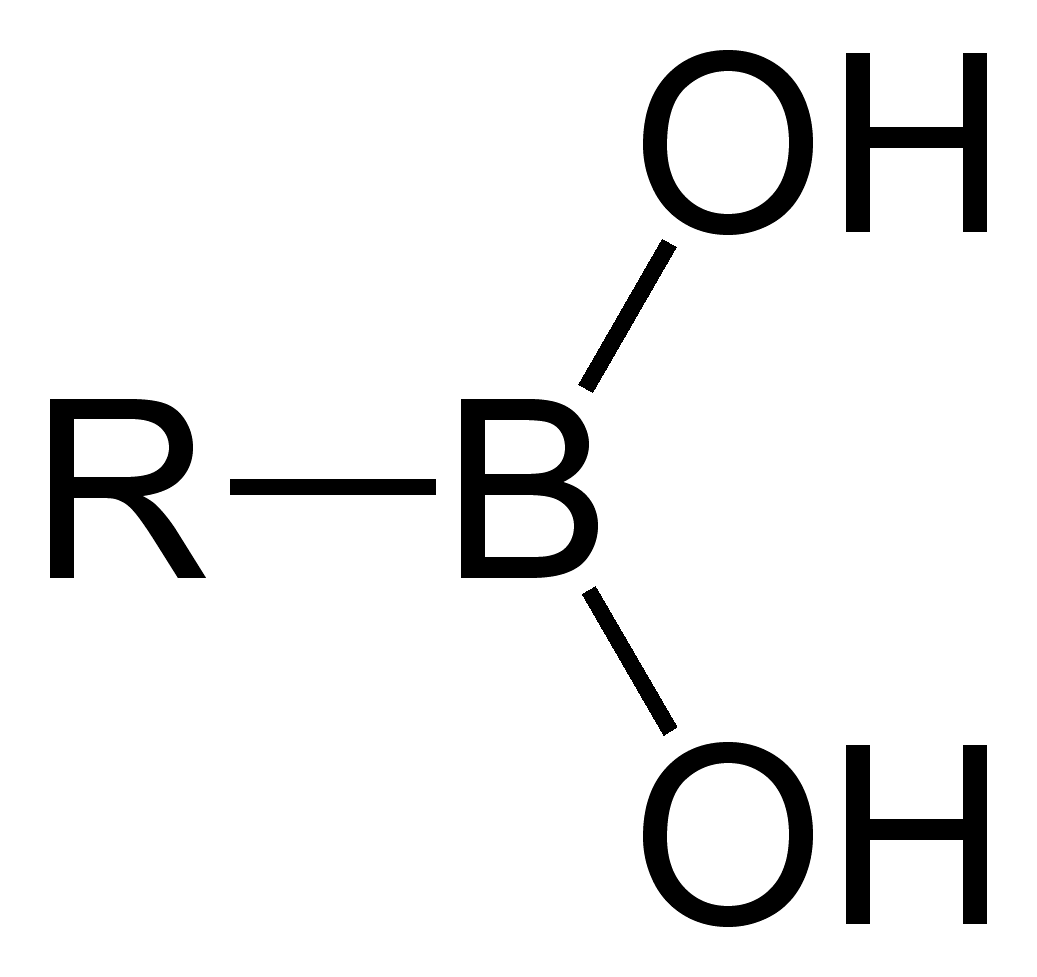
الصيغة العامة لحمض البورونيك، حيث تشير R إلى مستبدل عضوي.

حمض البورونيك هو حمض مشتق من حمض البوريك، وذلك بوجود مستبدل عضوي مثل ألكيل أو أريل، ضمن البنية، بالتالي وجود رابطة بين البورون والكربون، لذلك فإن المركب هو من مركبات البورون العضوية.

## الخصائص
تعد أحماض البورونيك من أحماض لويس، ويقدّر ثابت تفكك الحمض pKa لهذه الأحماض ~ 9 بشكل عام، ولكن بعض الأحماض لديها القدرة على تشكيل معقدات بورونات رباعية السطوح ذات pKa ~7.
تتميز أحماض البورونيك بمقدرتها على تشكيل معقدات تساهمية عكوسة مع الجزيئات التي لها روابط C-C متجاورة من النمط (2,1) وأحياناً (3,1) وتكون حاوية على مجموعات وظيفية مانحة للإلكترونات مثل السكريدات والأحماض الأمينية وأحماض الهيدروكساميك.

## أمثلة
| حمض البورونيك                | R      | البنية                       | الكتلة المولية | رقم الكاس  | نقطة الانصهار °س |
| ---------------------------- | ------ | ---------------------------- | -------------- | ---------- | ---------------- |
| فينيل حمض البورونيك          | فينيل  | فينيل حمض البورونيك          | 121.93         | 98-80-6    | 216–219          |
| 2-ثينيل حمض البورونيك        | ثيوفين | 2-ثينيل حمض البورونيك        | 127.96         | 6165-68-0  | 138–140          |
| ميثيل حمض البورونيك          | ميثيل  | ميثيل حمض البورونيك          | 59.86          | 13061-96-6 | 91–94            |
| مقرون-بروبينيل حمض البورونيك | بروبين | مقرون-بروبينيل حمض البورونيك | 85.90          | 7547-96-8  | 65–70            |
| مفروق-بروبينيل حمض البورونيك | بروبين | مفروق-بروبينيل حمض البورونيك | 85.90          | 7547-97-9  | 123–127          |

## التحضير
يمكن تحضير أحماض البورونيك بعدة طرق. أكثر الطرق شيوعاً للتحضير هي مفاعلة مركبات الليثيوم العضوية أو كواشف غرينيار مع إسترات البورات.
على سبيل المثال، يحضر فينيل حمض البورونيك من تفاعل بروميد فينيل المغنسيوم مع ثلاثي ميثيل البورات، يلي ذلك إجراء عملية حلمهة.
{\displaystyle \mathrm {PhMgBr\ +\ B(OMe)_{3}\ \longrightarrow \ PhB(OMe)_{2}\ +\ MeOMgBr} }
{\displaystyle \mathrm {PhB(OMe)_{2}\ +\ H_{2}O\ \longrightarrow \ PhB(OH)_{2}\ +\ MeOH} }
من الطرق الأخرى للتحضير استخدام أريل السيلان (RSiR3) مع ثلاثي بروميد البورون (BBr3) في تفاعل استبدال فلزي إلى RBBr2، يلي ذلك إجراء حلمهة حمضية.
هناك طريقة ثالثة للتحضير تتضمن استخدام تفاعل ازدواج محفّز بالبالاديوم لهاليدات الأريل مع استرات ثنائية البورونيل. يمكن استخدام حمض ثنائي البورونيك أو رباعي هيدروكسي ثنائي البورون (B(OH2)]2]) بدل الاسترات.

## الاستخدامات

### الكيمياء العضوية

#### تفاعل سوزوكي
تستخدم أحماض البورونيك كركازة في تفاعل سوزوكي، حيث يقوم البورون في هذا التفاعل باستبدال مجموعة الأريل مع مجموعة ألكوكسي من البالاديوم.

#### ازدواج تشان-لام
في تفاعل ازدواج تشان-لام Chan–Lam coupling يقوم ألكيل أو ألكينيل أو أريل حمض البورونيك بالتفاعل مع مركبات حاوية على الرابطة N–H أو O–H بوجود حفاز من النحاس الثنائي (Cu(II مثل أسيتات النحاس الثنائي وبوجود أكسجين الهواء وقاعدة كيميائية مثل البيريدين.
يشكل هذا التفاعل رابطة كربون-نتروجين أو رابطة كربون-أكسجين جديدة. على سبيل المثال يتفاعل 2-بيريدون مع مفروق-1-هكسينيل حمض البورونيك وفق ما يلي:

### كيمياء الجزيئات الضخمة
استخدمت خاصية تشكيل معقدات تساهمية عكوسة بين أحماض البورونيك مع الديولات 2,1 أو 3,1 في المحاليل المائية من أجل تطوير عدة حساسات لمركبات السكريدات.
من المزايا الهامة لهذه الأنطمة هي التوازن الكيميائي السريع والديناميكي للروابط التساهمية المتشكلة. ويعود ذلك إلى قدرة أحماض البورونيك في التغلب على صعوبة الارتباط مع الأنواع الكيميائية المعتدلة في الأوساط المائية.
في حال ضبط خطوات العمل، يمكن إجراء عملية إضافة أمين رابعي إلى هذه الجزيئات الضخمة، مما يسمح من إمكانية الارتباط عند pH فيزيولوجي، مما يمكن بالتالي من تضمين نظام يمنح إشارة مثل إصدار فلوري بواسطة الانتقال الإلكتروني المحرّض ضوئياً، وذلك للإشارة إلى مكان الارتباط. هذا التطبيق يفيد في الأبحاث المتعلقة حول مراقبة مستوى سكر الدم عند مرضى السكري.